# Санта Катерина (Тренто)
Санта Катерина је насеље у Италији у округу Тренто, региону Трентино-Јужни Тирол.
Према процени из 2011. у насељу је живело 67 становника. Насеље се налази на надморској висини од 641 м.